# Phaneta argutipunctana
Phaneta argutipunctana is een vlinder uit de familie van de bladrollers (Tortricidae). De wetenschappelijke naam van de soort is voor het eerst geldig gepubliceerd in 1983 door André Blanchard & Ed Knudson.

## Type
- holotype: "male. 15.VIII.1971. leg. A. & M.E. Blanchard. genitalia slide A.B. 2846"
- instituut: USNM, Smithsonian Institution, Washington, U.S.A.
- typelocatie: "USA, Texas, Hemphill County, Canadian"